# Simfonia núm. 2 (Casella)
La Simfonia núm. 2 en do menor, op. 12, va ser composta per Alfredo Casella el 1909. La va dedicar al compositor George Enescu. L'estrena va tenir lloc el 23 d'abril de 1910 a la Salle Gaveau de París sota la direcció del compositor. Té una durada de gairebé 50 minuts.

## Moviments
- I Lento, grave, solenne - Allegro energico
- II Allegro molto vivace – Trio: Maggiore. Più allegro
- III Adagio, quasi andante
- IV Finale. Tempo di marcia ben risoluto, con fuoco – Epilogo. Adagio mistico. Con tutta l'intensità di espressione possibile

## Origen i context
L'estiu del 1908 va començar a compondre la Segona Simfonia, influïda per Mahler, Strauss, Rimski-Kórsakov i Balàkirev, però poc pel context francès on havia viscut onze anys com a estudiant. També reflectia el seu caràcter italià, ja allunyat de l'impressionisme i cercant nous camins musicals. El setembre va enviar la partitura a Saint-Saëns per demanar-li la seva opinió i aquesta va ser la resposta:
| « | 24 de setembre de 1908 Estimat amic: M'interessaria molt, però no tinc gens de temps per dedicar-me a la feina dels altres. Vols un bon consell? Fes com he fet jo; des que tenia disset anys, no he ensenyat mai la meva feina a ningú. Els millors desitjos. Camille Saint-Saëns | » |

## Recepció
El 23 d'abril, Casella va dirigir les primeres interpretacions de la Simfonia núm. 2, la Suite en do major i Itàlia. Va tenir força èxit entre el públic i la crítica. A la tardor del mateix any, Willem Mengelberg el va convidar a Amsterdam per repetir el mateix programa.

## Enregistraments
- 2010: Gianandrea Noseda dirigint l'Orquestra Filharmònica de la BBC. Chandos (CHAN 10605).[4]